# Soraya Parlika
Soraya Parlika, född 1944, död 2019, var en afghansk politiker (kommunist) och feminist.
Hon tillhörde en förmögen familj och var syster till utrikesminister Abdul Wakil. Hon avlade examen vid Kabuls universitet och arbetade sedan vid stadens bostadsmyndighet. 
Hon blev 1965 medlem av Afghanistans folkdemokratiska parti (PDPA) och tillhörde de kvinnliga partimedlemmar som samma år grundade Afghanistans demokratiska kvinnoorganisation (DOAW). Hon var ordförande för DOAW 1978 och 1979-1981 och dess vice ordförande 1981-1986. Under kommunistregimen arbetade hon framgångsrikt för att få regimen att introducera förlängd mödraledighet och tidigare pensionsålder för kvinnor. Hon var ordförande för Afghanska röda halvmånen 1986-1992. 
Hon grundade All-Afghanistan Women’s Union (AAWU) 1992 och var verksam i denna under talibanregimen 1996-2001, då hon organiserade underjordiska skolor och yrkeskurser för flickor och kvinnor.
Vid talibanregimens fall 2001 organiserade hon en kampanj där hon bland annat krävde att kvinnors lika rättigheter och skolgång för flickor skulle inkluderas i landets nya konstitution. 2002 valdes hon till att bli en av delegaterna till den förberedande kommissionen för Loya Jirga. 2003 blev hon en av de två vice ordföranden för NUPA-partiet. 2005 kandiderande hon utan framgång till parlamentet. 